# Actia sternalis
Actia sternalis är en tvåvingeart som beskrevs av O'hara 1991. Actia sternalis ingår i släktet Actia och familjen parasitflugor. Inga underarter finns listade i Catalogue of Life.